# Wapenveld (tijdschrift)
Wapenveld is een Nederlands tweemaandelijks tijdschrift dat uitgegeven wordt in opdracht van de RRQR, de reünistenvereniging van de studentenvereniging C.S.F.R..
Wapenveld richt zich vanuit christelijk perspectief op vragen van geloof en cultuur. Het tijdschrift bestrijkt terreinen die uiteenlopen van economie tot theologie en van wijsbegeerte tot literatuur. Het bevat naast reguliere artikelen, vraaggesprekken, columns, bijbelstudies en recensies. Iedere jaargang wordt aan de hand van een jaarthema een reeks artikelen gepubliceerd.
Het tijdschrift is vernoemd naar de Gelderse plaats Wapenveld omdat daar op het terrein van het voormalige klooster St. Hieronymus tijdens een zomerkamp in 1949 door een aantal studenten de basis voor het blad gelegd is.
In 2019 wordt jaargang 69 uitgegeven. Hoofdredacteur is prof. dr. ir. Aart Nederveen. Het aantal abonnees bedroeg in 2012 ongeveer 1200.
Het tijdschrift heeft een website met een archief bestaande uit meer dan duizend artikelen die in het verleden gepubliceerd zijn.